# Jacques Abbadie
Jacques Abbadie (Nay, 3 de maio de 1654 – Londres, 25 de setembro de 1727) foi um teólogo protestante.
Foi pastor protestante da igreja francesa em Berlim e depois em Londres, onde veio a ser em 1680 ministro da igreja de Saboia.

## Obras publicadas
- Tratado da verdade da religião cristã e a divindade de Jesus Cristo,
- Arte de se conhecer a si próprio;
- Historia da grande conspiração de Inglaterra.